# Rulliers
Rulliers is een historisch merk van motorfietsen.
De bedrijfsnaam was Frantisek Bousek & Frantisek Venda, later Ladislaw Fischer & Spol, Praha II (1924-1929).
Tsjechisch merk dat Villiers-blokken van 147-, 172- en 346 cc inbouwde, hoewel er ook JAP-Aza-motoren gebruikt zijn.